# 柿田川
柿田川（かきたがわ、かきだがわ）は、静岡県駿東郡清水町を流れる狩野川水系の一級河川。
全長は約1.2kmで、日本で最も短い一級河川である。かつては泉川、周辺地域は泉郷と呼ばれていた。水源の湧水は主要なもので数十カ所ある。大量の湧水を水源とする、日本でも稀有な川である。
本河川は、長良川・四万十川とともに日本三大清流に数えられている。1985年（昭和60年）、柿田川湧水群として名水百選に選定された。さらに国の天然記念物にも「地質鉱物」の枠で指定された。河川そのものが天然記念物に指定されるのは沖縄県本部町の塩川に次いで2件目である。これは民間の企画であるが、日本の秘境100選にも選定されている。

## 概要

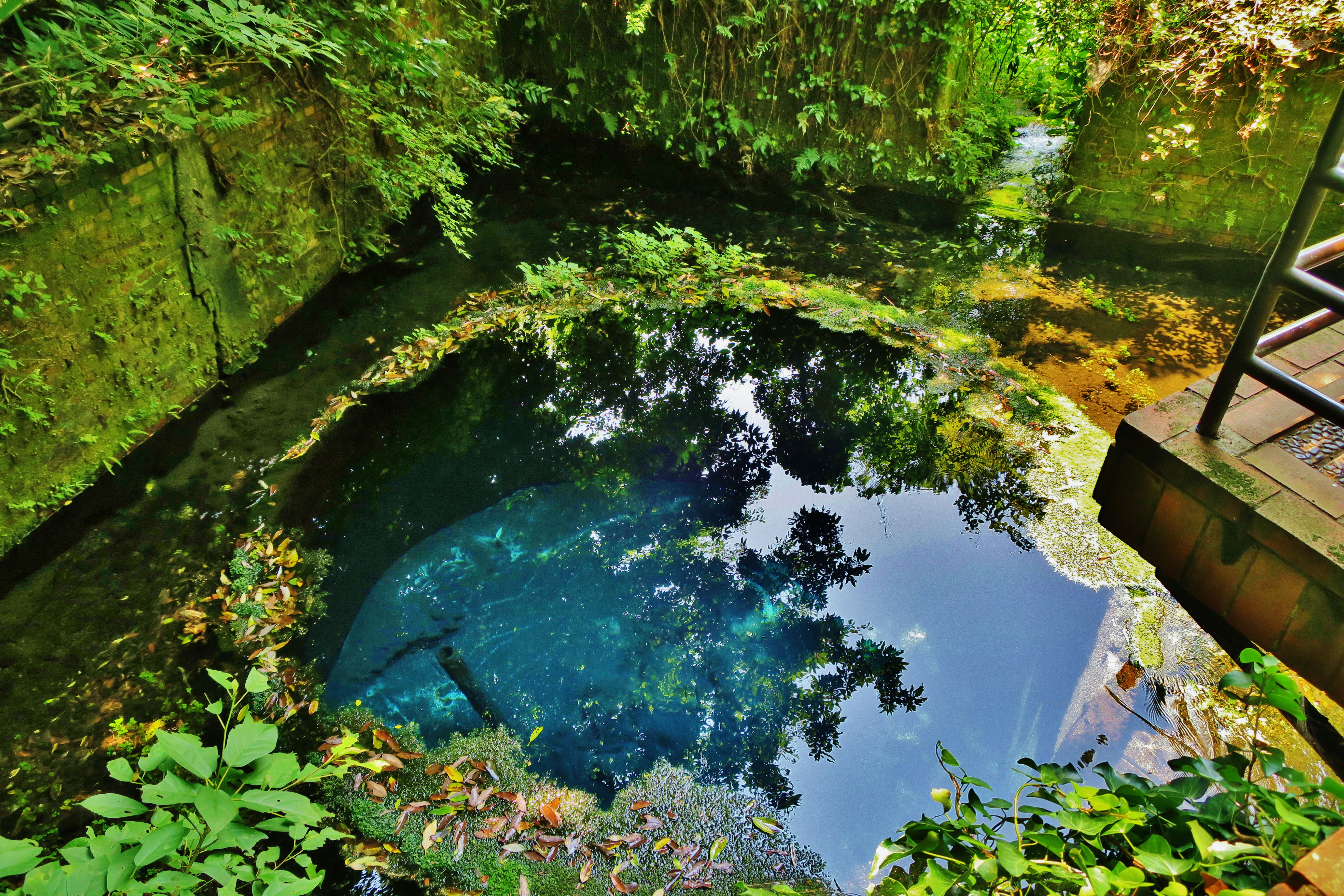
わき間（第2展望台より）。かつて大東紡織三島工場が井戸として利用していたもの。

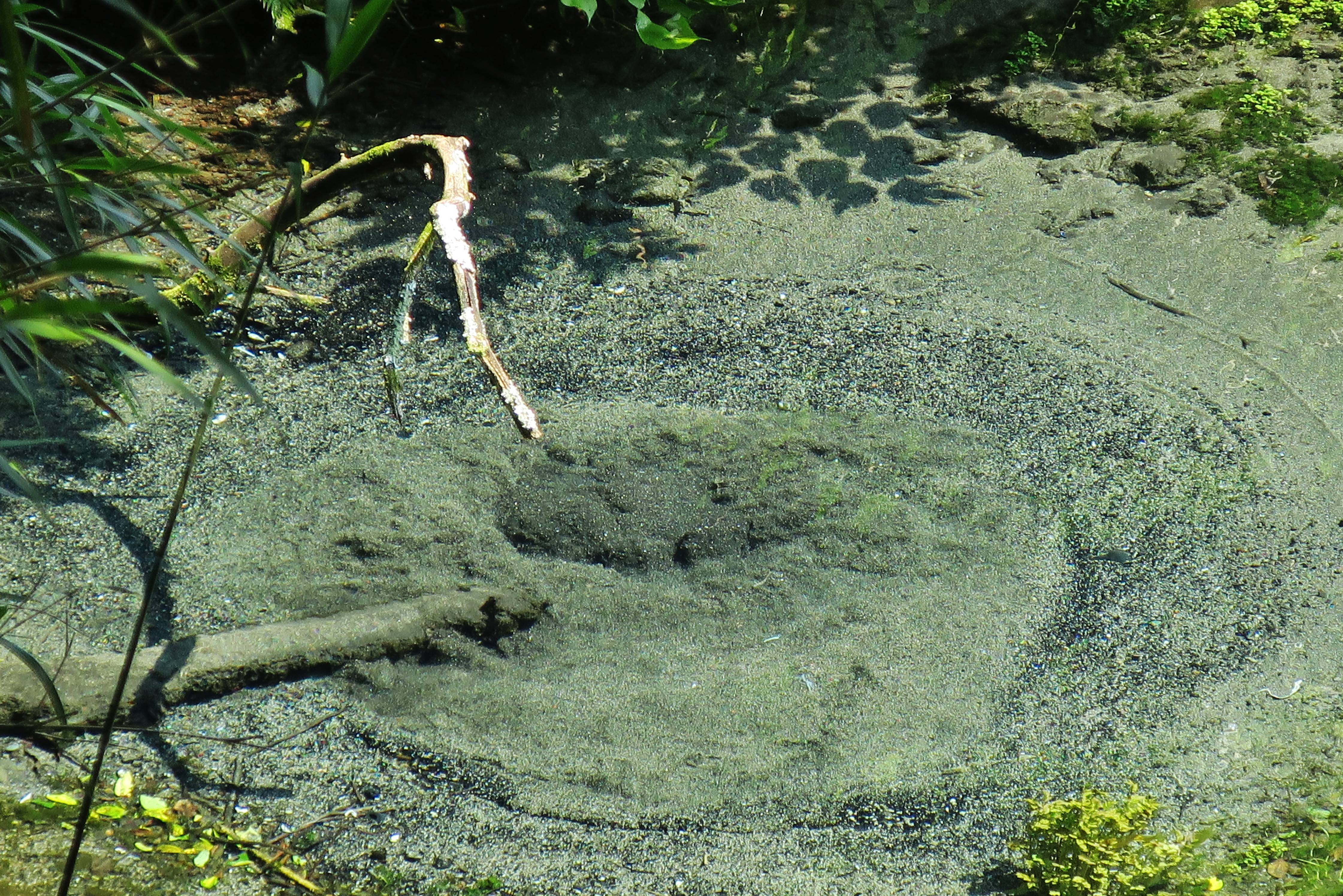
わき間（第1展望台より）。湧き出す水により砂が絶えず動く。

柿田川は清水町伏見にある柿田川公園の「わき間」からの湧水に源を発し南へ流下、清水町役場付近で狩野川に合流する。長さは約1200m、川幅は30～50m。流水はほぼ全量が湧水から成り、これは雨水や雪解け水が、約8500年前の富士山噴火による三島溶岩流に浸透し、その先端部から湧き出でたものである。清流で知られ、水温は季節を問わず15℃前後。流量も年間を通してほぼ一定を保っている。当河川特有の水中植物としてミシマバイカモが自生している。
かつては豊富な湧水を求めて工場が進出、排水のたれ流しにより水質が悪化し、魚も住めない状態になった。1970年代には護岸のため、部分的に川縁がコンクリートに覆われるなどしたが、1975年に住民による保護活動が始まった。1980年代にかけて地元有志によるナショナルトラスト運動（柿田川みどりのトラスト）へと発展して自然環境を保全するための土地の買い上げ、工場の移転運動や清掃活動が行われ、カワセミ等も生息する環境が残された。現在もトラスト地の買い上げが続けられている。

## 柿田川湧水群
柿田川の湧水量は1日約100万m3。「東洋一の湧水(量)」と言われてきた。湧水は上水道用水にも利用され、清水町のみならず、周辺の沼津市、三島市、長泉町などにも送水されている。ただし水利権は沼津市水道部が持っている。

## 施設
柿田川公園
1986年（昭和61年）4月に柿田川の上流部に開園した公園。園内には水が湧き出る「わき間」を観察できる展望台や、柿田川を眺められる遊歩道が整備されている。
泉の館（高野邸）
柿田川公園の東に接する憩いの場である。名水を使った蕎麦や豆腐などの飲食店がある。湧水を飲んだり、汲んで持ち帰ったりすることもできる。

## 生物
水中や岸辺には、以下のような動植物が生息している。
- 魚類、甲殻類：アユ、アマゴ、アユカケ、ウツセミカジカ、ウグイ、ホトケドジョウ、スミウキゴリ、ルリヨシノボリ、サワガニ、モクズガニ
- 鳥類：カワセミ、ヤマセミ、ユリカモメ、コサギ、キセキレイ、ヒドリガモ、カワウ
- 昆虫：ゲンジボタル、アオハダトンボ、オニヤンマ
- 植物：ミシマバイカモ、ツリフネソウ、エビモ、ナガエミクリ

## 柿田川の風景
- 最上流の第1展望台から
- 八つ橋からの風景
- 八つ橋
- わき間
- 柿田川下流、水草が多い
- 湧水広場
- 南から見た柿田川手前は狩野川本流
- 下流の柿田橋から上流を望む
- 柿田川のカワセミ

### 柿田川と同じく富士山の湧水に関する地理項目
- 忍野八海
- 白糸の滝
- 湧玉池
- 楽寿園
- 丸池 (静岡県)